# HMS Sjöormen (1941)
HMS Sjöormen var en svensk ubåt av Sjölejonet-klass som byggdes av Kockums och sjösattes den 5 april 1941.
Ubåtarna i Sjölejonet-klassen började byggas om 1949 och försågs med snorkel och ett nytt torn och närluftvärnet togs bort. HMS Sjöormen utrangerades den 1 januari 1964 och skrotades i Kalmar.